# Kevin Sullivan (Leichtathlet)
Kevin Roy Sullivan (* 20. März 1974 in Brantford, Ontario) ist ein kanadischer Mittel- und Langstreckenläufer.

## Leben
Bei den Weltmeisterschaften 1993 in Stuttgart erreichte er das Halbfinale über 1500 Meter. Über dieselbe Distanz gewann er im Jahr darauf Silber bei den Commonwealth Games in Victoria und wurde Fünfter bei den Weltmeisterschaften 1995 in Göteborg.
Ebenfalls über 1500 Meter kam er bei den Weltmeisterschaften 1997 in Athen ins Halbfinale, schied bei den Weltmeisterschaften 1999 in Sevilla im Vorlauf aus wurde Fünfter bei den Olympischen Spielen 2000 in Sydney.
Bei den Weltmeisterschaften 2001 in Edmonton, 2003 in Paris/Saint-Denis, 2005 in Helsinki und 2007 in Ōsaka sowie bei den Olympischen Spielen 2004 in Athen und 2008 in Peking schied er über 1500 Meter jeweils im Halbfinale aus, während er bei den Commonwealth Games 2002 in Manchester und 2006 in Melbourne jeweils Siebter wurde. In Peking startete er auch über 5000 Meter, schied aber im Vorlauf aus.
Nationale Titel errang er achtmal über 1500 Meter (1992–1995, 2000, 2003–2005) und einmal im Crosslauf.
Kevin Sullivan ist 1,81 m groß und wiegt 68 kg. Er startet für Windsor Legion und wird von Julie Henner trainiert. Seit dem 8. August 1998 ist der Absolvent der University of Michigan mit der Hindernisläuferin Karen Harvey-Sullivan verheiratet, mit der er in Urbana (Illinois) lebt.

## Persönliche Bestzeiten
- 800 m: 1:47,06 min, 6. Mai 1995, Notre Dame
  - Halle: 1:49,22 min, 30. Januar 1993, Winnipeg
- 1000 m: 2:17,59 min, 28. Juni 2000, Athen
  - Halle: 2:22,01 min, 20. Februar 1998, Roxbury
- 1500 m: 3:31,71 min, 30. Juni 2000, Rom (kanadischer Rekord)
  - Halle (Zwischenzeit): 3:41,14 min, 11. März 1995, Indianapolis
- 1 Meile: 3:50,26 min, 28. Juli 2000, Oslo (kanadischer Rekord)
  - Halle: 3:55,33 min, 11. März 1995, Indianapolis (ehemaliger kanadischer Rekord)
- 2000 m: 5:04,35 min, 19. Juli 1998, Gateshead
- 3000 m: 7:41,61 min, 22. Juli 2008, Stockholm
  - Halle: 7:40,17 min, 9. Februar 2007, Fayetteville (kanadischer Rekord)
- 5000 m: 13:19,27 min, 13. April 2007, Walnut